# Tonnay-Boutonne
Tonnay-Boutonne település Franciaországban, Charente-Maritime megyében. Lakosainak száma 1190 fő (2022. január 1.). Tonnay-Boutonne Annezay, Archingeay, Chantemerle-sur-la-Soie, Moragne, Les Nouillers, Puy-du-Lac, Saint-Coutant-le-Grand, Saint-Crépin, Saint-Loup és Torxé községekkel határos.

## Népesség
A település népessége az elmúlt években az alábbi módon változott:
| Lakosok száma | 1036 | 1053 | 1088 | 1137 | 1161 | 1161 | 1151 | 1170 | 1180 | 1190 |
|               | 1968 | 1982 | 1990 | 2006 | 2013 | 2015 | 2017 | 2019 | 2020 | 2022 |